# I soldi degli altri (film 1978)
I soldi degli altri (L'argent des autres) è un film del 1978, diretto da Christian de Chalonge.

## Riconoscimenti
- 1978 - Premio Louis-Delluc
- 1979 - Premio César
  - Miglior film
  - Miglior regista